# عملية الفتح المبين
عملية الفتح المبين هي إحدى المعارك الرئيسية اثناء الحرب العراقية الإيرانية في بداية سنة 1982 والتي انطلقت في شهر اذار - مارس تزامنا مع اعياد نوروز و تعد هذه العملية من المعارك الحاسمة التي غيرت مسار الحرب لصالح إيران وحققت العملية هدفها المنشود بالنسبة للجانب الإيراني وذلك بتحرير مدن دزفول، الشوش, دهلران، اندیمشک وقاعدة دزفول الجوية العسكرية. وكانت كلمة السر للعملية هو يا زهرا.

## الموقع الجغرافي
منطقة عمليات فتح المبين من الشمال إلى مرتفعات تيشكان ودالباري وشافاريا وشاه نافت وسيبتون غير السالكة ؛ ويؤدي من الجنوب إلى مرتفعات المشداغ ، وتلال الرملي ولخيزر ، ومن الشرق إلى نهر الكرخه ومن الغرب إلى الحدود الدولية (شمال وجنوب الفكة) وتبلغ مساحتها الإجمالية 3000 كيلومتر مربع ، معظمها يقع في محافظة خوزستان.

## النتائج
ادت العمليات القتالية إلى انتصار إيراني حاسم في الجبهة الغربية وإلى استعادة القوات الإيرانية على مساحة تقدر 2500 كم من محافظة خوزستان من سيطرة القوات العراقية التي احتلتها في بداية الحرب وقدرت الخسائر البشرية في صفوف القوات الإيرانية حوالي 30000 قتيل بينما بلغ مجموع الخسائر البشرية للقوات العراقية بحدود 25000 قتيل بالإضافة إلى اسرى بلغ تعدادهم حوالي 15000 جندي .